# Gynia
Gynia je řeka 2. řádu ve střední Litvě. Teče v okrese Kaunas. Je to levý přítok řeky Nevėžis. Je 35,8 km dlouhá. Pramení 2,5 km na sever od městečka Domeikava. Teče v celkovém směru severním, táhlým obloukem, mírně vypouklým k východu asi dvě třetiny toku. U vsi Urnėžiai se stáčí do směru jihozápadního, ve kterém meandruje až do soutoku s Nevėžisem, do kterého se vlévá 1 km na jihovýchod od městečka Babtai, 25,7 km od jeho ústí do Němenu jako jeho levý přítok. Průměrný spád je 127 cm/km. Řeka Gynia protéká rybníky Pociūnų tvenkinys (39 ha) a Janušonių tvenkinys (60 ha). U městečka Babtai křižuje dálnici A1.

## Přítoky
- Levé:

| Hydrologické pořadí | Řeka                          | Délka (km) | Povodí (km²) | Vzdálenost od ústí (km) | Ústí kde                      | Koordináty ústí                 |
| ------------------- | ----------------------------- | ---------- | ------------ | ----------------------- | ----------------------------- | ------------------------------- |
| 13011194            | G - 1                         | 3,1        | 1,6          | 20,9                    |                               |                                 |
| 13011195            | Skraudupis neboli Skriaudupis | 8,6        | 13,0         | 20,0                    | Vigiai                        | 55°4′35″ s. š., 23°54′12″ v. d. |
| 13011197            | Daugupis                      | 11,6       | 22,2         | 17,1                    | rybník Pociūnų tv./Vigiai     | 55°5′13″ s. š., 23°53′33″ v. d. |
|                     | Krasukinė                     | 3,1        |              | 13,1                    | rybník Janušonių tv./Rokiškis | 55°6′42″ s. š., 23°52′24″ v. d. |
| 13011204            | Verupė                        | 10,2       | 11,5         | 5,2                     | Pagynė                        | 55°7′40″ s. š., 23°49′14″ v. d. |

- Pravé:

| Hydrologické pořadí | Řeka              | Délka (km) | Povodí (km²) | Vzdálenost od ústí (km) | Ústí kde                  | Koordináty ústí                 |
| ------------------- | ----------------- | ---------- | ------------ | ----------------------- | ------------------------- | ------------------------------- |
| 13011191            | Bytvanas          | 5,6        | 33,6         | 27,8                    | Bitvanas                  | 55°2′9″ s. š., 23°56′30″ v. d.  |
| 13011201            | G - 2 (Dvyliukas) | 3,2        | 3,6          | 16,5                    | rybník Pociūnų tv./Vigiai | 55°5′29″ s. š., 23°53′23″ v. d. |
| 13011202            | Sengynė           | 4,0        | 9,1          | 5,7                     | Janušoniai                | 55°7′45″ s. š., 23°49′19″ v. d. |
| 13011205            | Derkys            | 4,9        | 4,2          | 4,1                     | Pagynė                    | 55°7′9″ s. š., 23°49′4″ v. d.   |

## Sídla při řece
- Bitvanas, Mažieji Ibėnai, Didieji Ibėnai, Vigiai, Janušoniai, Pagynė